# Andrés Luis Dorado
Andrés Luis Dorado Zamorano (Córdoba, 18 de octubre de 1980) es un torero español.
Inició su carrera taurina en junio de 1999 en la Plaza de Sanlúcar de Barrameda, cortando dos orejas y saliendo por la puerta grande, dentro del marco de la feria de la Manzanilla.
En su etapa sin picadores actuó en 20 festejos, toreando en plazas como Úbeda, Oviedo, Ponferrada, Sanlúcar de Barrameda.
El 8 de septiembre de 2000 debutó con picadores en Guillena (Sevilla) compartiendo cartel con José Luis Osuna y El Charro, en la lidia de astados de Hnos. Rubio Martínez, cortando dos orejas y saliendo por la puerta grande.
En esta etapa como novillero con picadores actuó en cosos de importancia como Las Ventas, Maestranza de Sevilla, Córdoba, Jaén, Antequera o Puertollano, llegando incluso a torear en Venezuela y Ecuador. 
Obtuvo numerosos trofeos a lo largo de su carrera como novillero. Destacando la prestigiosa Oreja de Oro del Club Calerito de Córdoba.

## Trayectoria como matador de toros
El 8 de octubre de 2004, en la plaza de Montoro (Córdoba), tomó la alternativa de la mano de Finito de Córdoba y El Fandi, con el toro "Racalimpia" de Hermanos García Jiménez, cortando una oreja a su segundo y dando la vuelta al ruedo en el toro de la ceremonia. 
En total como matador de toros ha intervenido hasta la fecha en 32 corridas de toros, cortando 64 orejas y 8 rabos, destacando sus triunfos en Cabra, Priego de Córdoba, Benamejí, Azuaga, Chillón, Porcuna y Almonacid de Zorita entre otros.
Ha sufrido 3 cornadas en Lodosa (Navarra), Lucena (Córdoba) y Azuaga (Badajoz), siendo esta la más grave de las tres necesitando 63 puntos de sutura en el gemelo izquierdo.

## Premios
Ha sido premiado como autor de la mejor faena de Córdoba y provincia 2012 por "La Montera", así como con el prestigioso trofeo Cervatillo Taurino 2013 por la mejor faena de la provincia cordobesa 2013.

## Trayectoria paralela
Es licenciado en Derecho por la Universidad de Córdoba. Actualmente ejerce como abogado del Ilustre Colegio de Abogados de Córdoba, siendo el colegiado 4055, actividad que compatibiliza con su profesión taurina. 
Es el primer torero cordobés en ejercer la abogacía.
- Datos: Q5495752